# Vaduz
Vaduz je glavni grad kneževine Lihtenštajna.
Grad ima oko 5 000 stanovnika, uglavnom rimokatolika, a njegova je katedrala sjedište rimokatoličke nadbiskupije.
Vaduz se prvi put spominje 1150. godine. Od sredine 14. stoljeća dvorac Vaduz je sjedište kneza.

## Galerija
- Vaduz
- Dvorac Vaduz
- Kunstmuseum